# Turopoli Géza
Turopoli Géza (Nagyatád, 1914. július 9. – Budapest, 1993. február 26.) magyar tisztviselő, vállalatvezető, országgyűlési képviselő.

## Élete
Turopoli Mihály csizmadiamester és Drazsin Anna fiaként született Nagyatádon, római katolikus vallásban. Testvérei közül Imre öccse (1920–1996) katonatiszt lett, Anna húga (1922–1997) háztartásbeliként élte le az életét. A családfő 1919-ben tevékeny résztvevője volt a kommün idején zajlott nagyatádi eseményeknek, ennek később kihatása lett a családja életére is.
Hat elemi iskolai osztályt végzett, majd tizenhárom évesen mezőgazdasági munkásként helyezkedett el a nagyatádi főszolgabíróság területén. Néhány éven belül azonban, apja politikai múltja miatt elbocsátották, ezért 1930-ban a fővárosba költözött, ahol különböző üzemekben volt segédmunkás. 1942-ben Csepelen, a Weiss Manfréd Acél- és Fémműveknél kapott munkát, ahol kenősegéd lett. Katonai szolgálatát Gyöngyösön töltötte le, a frontra nem került ki.
1945 tavaszán szülővárosában belépett a Magyar Kommunista Párt helyi szervezetébe, ahol hamar emelkedésnek indult a karrierje: szervezési megbízott, majd a városi pártbizottság egyik vezetője lett. Az 1945. november 4-i nemzetgyűlési választásokon már az országgyűlési képviselőségért is elindult a Somogy megyei választókerületben, de akkor még nem sikerült mandátumot szereznie. 1946. márciusában a megyei titkárság végrehajtó bizottsági tagja és tömegszervezési felelős lett; részt vett az Újbirtokosok és Földhözjuttatottak Országos Szövetsége (UFOSZ) munkájában is. Szintén tömegszervezőnek választották a párt második, 1947. március elején tartott megyei értekezletén is.
Az 1947. augusztus 31-i választásokon pártja Somogy megyei listájáról bekerült az Országgyűlésbe; ugyanabban az évben a Somogy megyei pártbizottság mezőgazdasági osztályvezetője, majd megyei begyűjtési megbízott lett. A két nagy baloldali párt 1948. júniusi egyesítésekor átigazolták az újonnan létrejött Magyar Dolgozók Pártjába. A következő, 1949. májusi országgyűlési választásokon újfent nem jutott be a törvényhozásba.
1949-ben a Földművelésügyi Minisztériumban az állami gazdaságok szociális és oktatási osztályának vezetőjévé nevezték ki, tanácsosi rangban, amihez egy közigazgatási tanfolyamot is el kellett végeznie. 1951-ben áthelyezték az Élelmezésügyi Minisztériumba, ahol főelőadói és egyben megyei miniszteri megbízotti beosztást kapott. 1953-ban kinevezték a szabadbattyáni Sertéshizlaló Vállalat élére, 1955-ben a Sárszentmihályi Sertéstenyésztő és Hizlaló Vállalat, később a Somodorpusztai Állami Gazdaság igazgatója volt; e tisztségéből való felmentését a Mezőgazdasági Értesítő 1963. júliusában tette közzé.
1956 végén csatlakozott az akkor megszervezett Magyar Szocialista Munkáspárthoz (MSZMP). 1957-ben néhány hónapig a párt Fejér Megyei Bizottságának gazdasági osztályán dolgozott – egyéb tisztségei mellett a párt intézőbizottsági elnöke is volt a székesfehérvári járásban –, de később tisztázatlan okok miatt kizárták a pártból. A kizárása ellen fellebbezett, aminek a nyomán a döntést érvénytelenítették is, de pályaíve ekkor megtört. 1957 végétől már csak áruátvevő csoportvezető, illetve hasonló beosztásokban dolgozott különböző mezőgazdasági vállalatoknál, majd 1962-ig instruktori feladatokat látott el a tatai pártbizottság mellett. Később a Kiskunlacházi Mezőgazdasági Gépállomás üzemgazdásza, majd a Gyümölcs-, Zöldséggöngyöleg-ellátó és -gyártó Országos Szövetkezeti Vállalat üzemegység-vezetője lett. Utolsó munkahelye az Országos Takarékpénztár volt, ahol előbb, 1969-től főelőadó, majd csoportvezető lett a sorsolási és propagandaosztályon. 1975-ben ment nyugdíjba.

## Elismerései
- Szocialista Munkáért Érdemérem (1955)[3]

## Magánélete
Kétszer házasodott. Első felesége Szabó Mária (1919–1986) volt, akitől két gyermeke született: Mária (1943–2001) és László (1947–1997), aki esztergályos lett. Második házasságát 1957-ben Budapesten kötötte, felesége a Képcsarnok Vállalat osztályvezetőjeként vonult nyugdíjba.